# Cacopsylla costalis
Cacopsylla costalis — вид клопів родини Листоблішки (Psyllidae). Вид живиться рослинним соком плодових дерев (особливо патогенна для яблуні). Поширена листоблішка у помірному поясі Європи. Самиці більші за самців, завдовжки 3-4 мм.